# Odontopera luzonensis
Odontopera luzonensis là một loài bướm đêm trong họ Geometridae.